# Joaquim Machado de Castro
Joaquim Machado de Castro (19. června 1731 Coimbra – 17. listopadu 1822 Lisabon) byl portugalský sochař.

## Život
Machado de Castro se narodil v Coimbře, kde získal humanitní vzdělání na místní univerzitě, nejstarší v Portugalsku.

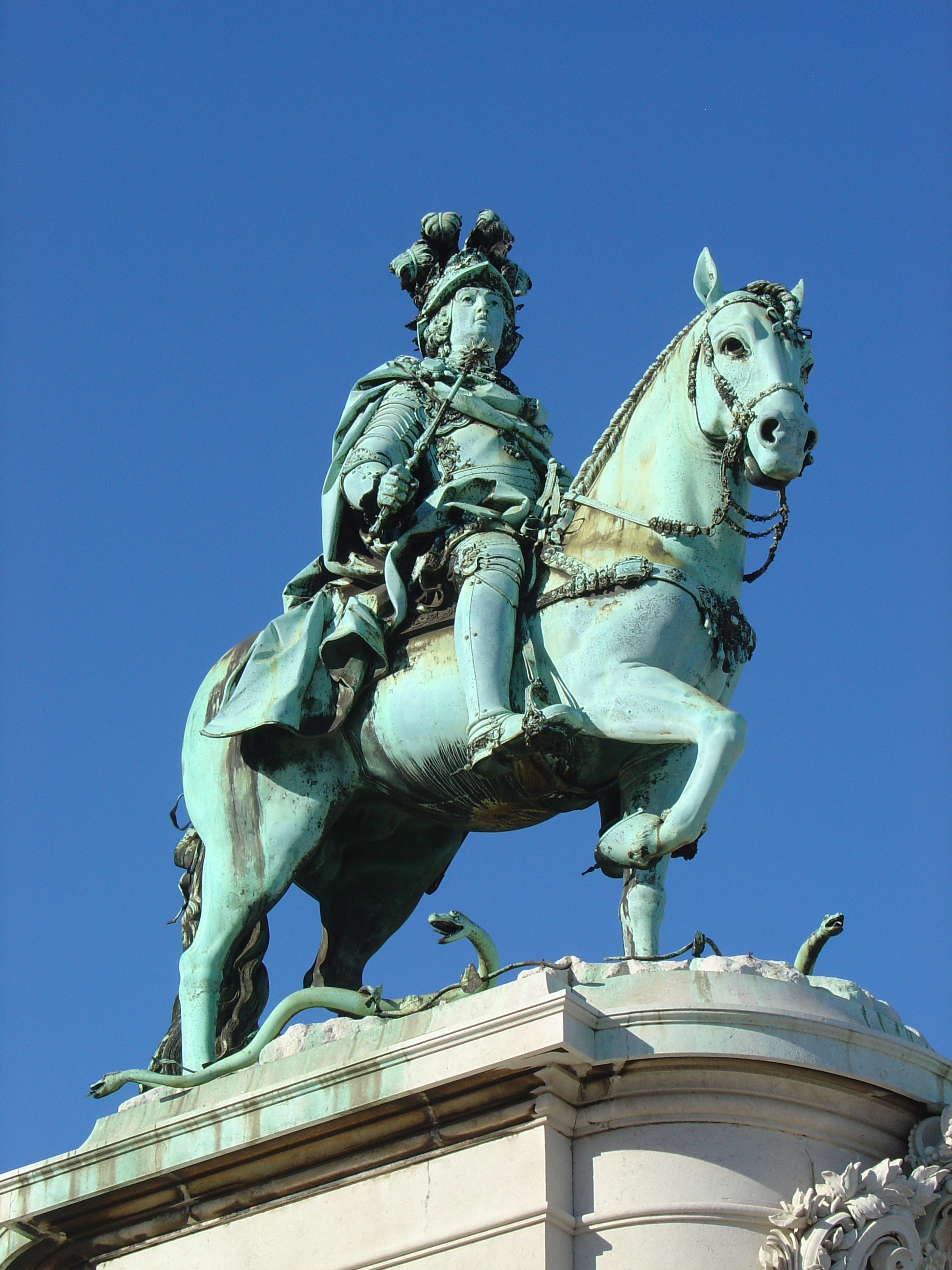
Socha krále Josefa I.

Jeho pravděpodobně nejznámějším dílem je jezdecká socha portugalského krále Josefa I. Na lisabonské náměstí Praça do Comércio byla umístěna v roce 1775. Stalo se tak dvacet let po katastrofálním zemětřesení, kvůli němuž muselo být náměstí a jeho okolí kompletně přebudováno.
Machado de Castro byl i tvůrcem několika betlémů. Jeho dílem je např. betlém v lisabonské barokní bazilice Estrela (Hvězda). Betlém o rozměrech 5x4x3,5 m od něj v roce 1781 objednala královna Marie I. pro Řád bosých karmelitánů. Krajina betlému je vyrobena z kůry korkového dubu. Machado de Castro na betlému se 480 figurami pracoval tři roky.
V jeho rodném městě Coimbra bylo v roce 1913 na jeho počest otevřeno Národní muzeum Machada de Castro (Museu Nacional de Machado de Castro).